# Александър Жуковски
Александър Михайлович Жуковски (на руски: Александр Михайлович Жуковский) е руски генерал.
Роден е през 1813 година в Невел, Витебска губерния, в семейството на висш военен. Учи във Втори кадетски корпус, след което е произведен в офицер, участва в Кавказката война, достига до звание генерал-майор. През 1855 година става член на свитата на новия император Александър II, на когото преди това е флигел-адютант.
Александър Жуковски умира внезапно от инсулт през 1856 година.